# ウェルズリー (マサチューセッツ州)
ウェルズリー（Wellesley）は、アメリカ合衆国マサチューセッツ州のノーフォーク郡にある町。人口は2万9550人（2020年）。ボストンの西20キロメートルにある富裕層住宅地である。

## 教育
ウェルズリーにはウェルズリー大学やバブソン大学などの教育機関が立地している。

## 交通
マサチューセッツ湾交通局のウースター線が通っている。町内に3つの駅がある。

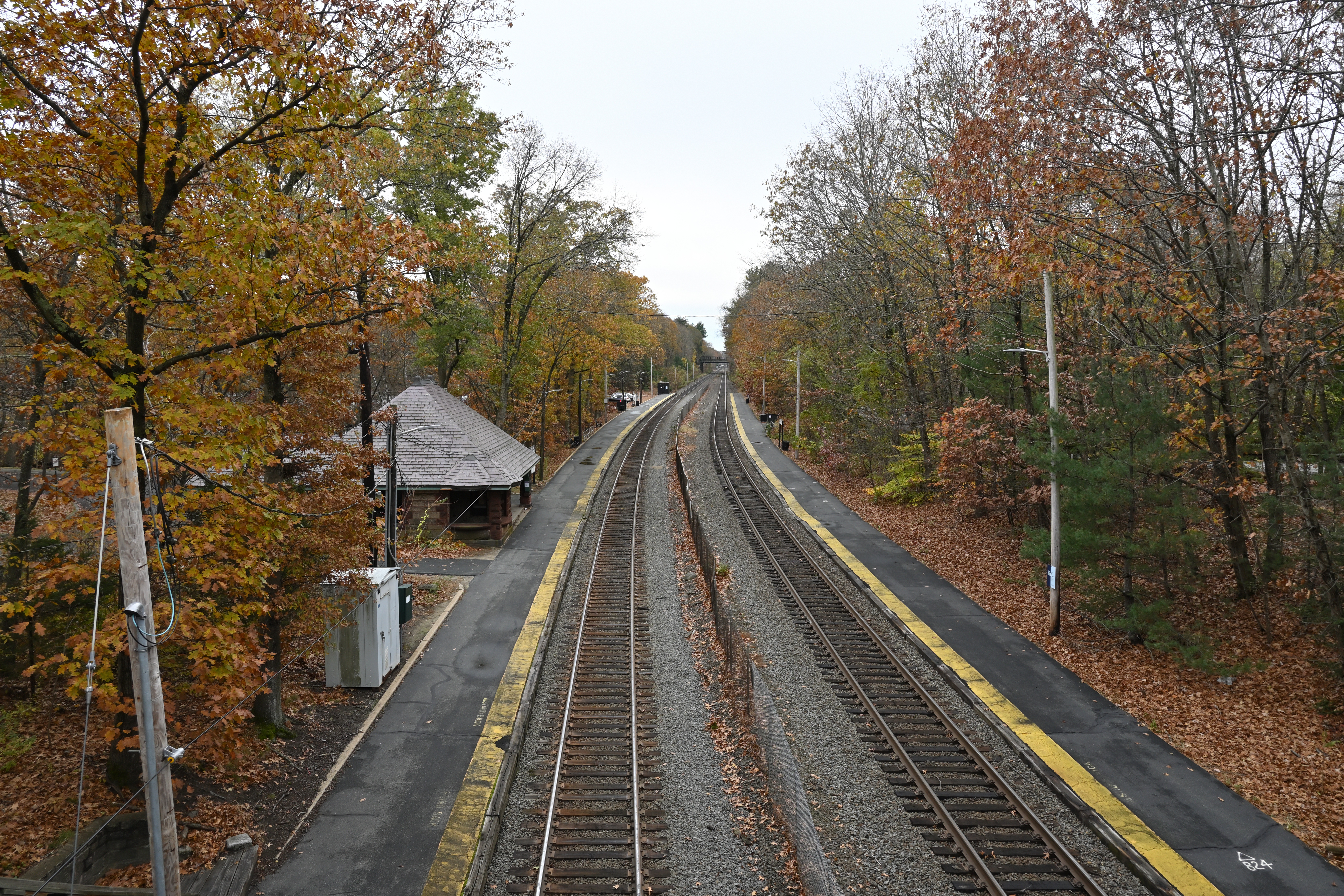
ウェルズリー・ファームズ駅

## 関係者
- エミリー・グリーン・ボルチ：平和運動家
- ビリー・スクワイア：ミュージシャン
- エリック・ワトソン：ミュージシャン
- ビズ・ストーン：起業家
- 松坂大輔：野球選手[3]